# Hans-Joachim Birkner

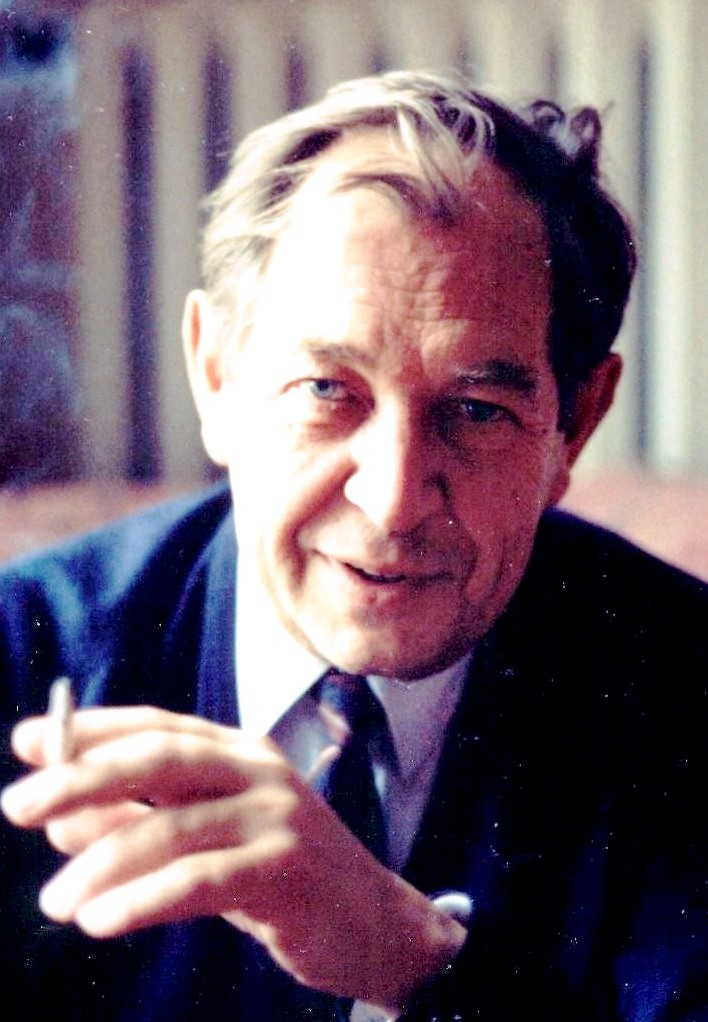
Hans-Joachim Birkner

Hans-Joachim Birkner (* 9. Mai 1931 in Altenburg, Thüringen; † 21. September 1991 in Kiel) war ein deutscher evangelischer Theologe und Hochschullehrer.

## Leben und Wirken
Hans-Joachim Birkner, Sohn von Marie Birkner, geborene Brambach, und des Kaufmanns Walter Birkner, verbrachte seine Kindheit und Jugendzeit im Geburtsort Altenburg in Thüringen. Im Wintersemester 1950/1951 nahm er sein Studium der Evangelischen Theologie an der Kirchlichen Hochschule in Berlin-Zehlendorf auf.
Zum Wintersemester 1952/53 wechselte er an die Theologische Fakultät der Georg-August-Universität Göttingen, wo er im Februar 1956 das erste theologische Examen ablegte. Im Juni 1958 wurde Birkner, der in Göttingen zum Schülerkreis um Emanuel Hirsch gehörte, bei Wolfgang Trillhaas mit einer Untersuchung zum theologischen System Richard Rothes zum Dr. theol. promoviert. Ebenfalls in Göttingen habilitierte er sich mit einer zunächst im Februar 1962 vorgelegten, zwei Jahre später in der Theologischen Bibliothek Töpelmann publizierten Studie zu Friedrich Schleiermachers theologischer Ethik.
Seine Lehrtätigkeit begann er 1962 an der Universität Göttingen, wo er 1968 außerplanmäßiger Professor wurde. Zum 1. April 1969 wurde Birkner als Nachfolger Martin Redekers auf eine ordentliche Professur für Systematische Theologie an der Theologischen Fakultät der Christian-Albrechts-Universität zu Kiel berufen. Zu seinen Aufgaben gehörte hier von 1970 bis 1991 insbesondere die Leitung der 1967 von Redeker gegründeten Schleiermacher-Forschungsstelle, wodurch er auch organisatorisch die seit Wilhelm Dilthey und Hermann Mulert in Kiel intensiv betriebene Schleiermacher-Forschung fortführte. In die Zeit seiner Leitung fiel der Aufbau einer umfassenden Forschungsbibliothek und die 1972 erfolgte hochschulrechtliche Eingliederung der Forschungsstelle in die Theologische Fakultät als eigenständiges sechstes Institut.
Im Sommer 1988 brach bei Birkner eine schwere Erkrankung aus, die seine Lehrtätigkeit einschränkte. Zum 1. April 1991 trat er vorzeitig in den Ruhestand; die Leitung der Schleiermacher-Forschungsstelle behielt er noch bei. Hans-Joachim Birkner war ab 1954 mit Erika Birkner, geborene Lorenz, verheiratet und hatte vier Kinder (Hans-Michael, Thomas, Dorothea und Daniel). Er starb am 21. September 1991.

### Wissenschaftliche Tätigkeit
Mit der seit 1975 veranstalteten großen Kritischen Gesamtausgabe der Werke Friedrich Schleiermachers erhielt die Forschungsstelle ein Arbeitsgebiet, das bis weit in das 21. Jahrhundert hinein nicht abgeschlossen sein wird. Birkner selbst übernahm bis zu seinem Tod die Funktion des Geschäftsführenden Herausgebers der Ausgabe.
Der Schleiermacher-Forschung war auch Birkners eigene wissenschaftliche Arbeit vornehmlich gewidmet. Dabei unterstützte er die interpretatorische Textaneignung wiederholt durch die editorische Texterschließung. Unter anderem gab er die zunächst zwischen 1858 und 1863 erschienene vierbändige Sammlung von Briefen Schleiermachers Aus Schleiermachers Leben neu heraus, daneben – in der Philosophischen Bibliothek – ausgewählte Vorlesungsmanuskripte zur Philosophischen Ethik und das Brouillon zur Ethik von 1805/1806.
Birkners Habilitationsschrift kann als das Gründungsdokument der später so genannten „schulmäßig betriebenen Schleiermacherforschung“ angesehen werden. Ihr methodischer Neueinsatz zeichnet sich dadurch aus, dass sie im Unterschied zur theologischen Schleiermacher-Rezeption im zweiten Drittel des zwanzigsten Jahrhunderts, die sich den unbefangenen Blick auf Schleiermachers Werk weitgehend durch dogmatische Vorbehalte verstellt hat, einen von religiösen und dogmatischen Vorentscheidungen unbelasteten, historisch interpretierenden und rekonstruierenden Zugang zu den Texten Schleiermachers wählt.
Inhaltlich ist dieses Interpretationsanliegen dadurch gekennzeichnet, dass das Schleiermachersche Werk zunächst aus sich selbst verstanden werden soll. Dabei folgt aus dem von Schleiermacher vorausgesetzten Zusammenhang des Wissens und der Wissenschaften, dass jede Einzelinterpretation die Auffassung Schleiermachers vom Gesamtorganismus der Wissenschaften mit berücksichtigen muss. Diese methodische Forderung bedeutet zugleich eine Anwendung des Auslegungsgrundsatzes, dass „das Einzelne nur vollkommen verstanden werden kann durch das Ganze“, auf das Verständnis von Schleiermachers eigenen Texten. Sie ist in exemplarischer Weise in Birkners Interpretation von Schleiermachers Christlicher Sittenlehre eingelöst, die diese Disziplin vor dem Hintergrund der philosophisch-theologischen Systematik des Schleiermacherschen Werkes untersucht und damit faktisch eine auf die Grundzüge konzentrierte Gesamtinterpretation dieses Werkes bietet. Seither gehört die Berücksichtigung des von Schleiermacher vorausgesetzten Gesamtzusammenhangs der Wissenschaften zum festen methodologischen Inventar der Schleiermacher-Forschung.
Von großem Einfluss auf die weitere Erforschung und Deutung des Schleiermacherschen Werkes ist Birkners Studie Theologie und Philosophie. Einführung in Probleme der Schleiermacher-Interpretation (München 1974) gewesen. Deren Obertitel nimmt ein Begriffspaar auf, mit dem sich Schleiermachers Aufnahme und Verwerfung innerhalb der Theologie in exemplarischer Weise abbilden lässt. Denn nicht selten hat sich die Schleiermacher-Rezeption die plakative Alternative „Theologie und/oder Philosophie“ zu eigen gemacht, dabei aber Schleiermachers eigene Intentionen und Bestimmungen eher entstellt als nachgezeichnet. Birkners Schrift klärt die mit diesem Begriffspaar verbundenen Missverständnisse der Schleiermacher-Deutung durch eine methodologische Orientierung und eine eingehende Analyse der theologischen Hauptwerke Schleiermachers. Dabei stellt sie nicht nur einen materialen Beitrag zur Schleiermacher-Interpretation dar, sondern sie macht diese selbst zum Thema, indem sie zusätzlich „Leitgesichtspunkte für jede Einzelerörterung“ des theologischen und philosophischen Werkes bietet und damit Kunstregeln für das Schleiermacher-Verständnis insgesamt formuliert.
In theologischer Hinsicht galt Birkners Interesse vor allem der Religionstheorie, der sogenannten Zwei-Reiche-Lehre, der Verhältnisbestimmung von Dogmatik und Ethik und der theologischen Anthropologie. Seine Einschätzung der gegenwärtigen kirchlichen und theologischen Verfassung des Protestantismus entfaltete Birkner in einem aus Rundfunkvorträgen entstandenen, 1971 publizierten Buch unter dem Titel: Protestantismus im Wandel. Aspekte, Deutungen, Aussichten (München 1971).
Von Bedeutung sind daneben aber auch zahlreiche kleinere Arbeiten, in denen Birkner, oft in der Form biographischer Porträts, Themen aus der zeitgenössischen philosophischen und sozialwissenschaftlichen Diskussion aufgriff und ihnen innerhalb der Theologie Gehör und Resonanz verschaffte. Schließlich haben eine Reihe subtiler begriffs- und ideengeschichtlicher Beiträge zur Aufklärung elementarer theologiegeschichtlicher Zusammenhänge innerhalb der Entwicklung des Protestantismus seit 1700 geführt und auf diese Weise zugleich wichtige Anregungen für zahlreiche weitere historische Studien zur neuprotestantischen Theologiegeschichte gegeben.
So hat Birkner etwa durch einen Aufsatz zur Herkunft und Bedeutung des Begriffes „Liberale Theologie“ die nähere Erforschung dieser im neunzehnten und zwanzigsten Jahrhundert überaus einflussreichen theologischen Strömung im Grunde erst eröffnet. Überhaupt gehörte Birkner schon in den sechziger Jahren zu jenem kleinen Kreis von Theologen, die, entgegen einer weithin herrschenden Abwertung der liberalen Theologie, in der liberaltheologischen Tradition des Kulturprotestantismus einen unverzichtbaren Bestandteil der neuprotestantischen Theologiegeschichte sahen. Wie beispielsweise seine Studien zu Richard Rothe, Richard Adelbert Lipsius oder Ernst Troeltsch zeigen, war Birkner der Ansicht, dass die systematisch-theologischen Intentionen dieser Tradition für die gegenwärtige theologische Diskussion von wesentlicher Bedeutung seien. Auch hierin hat er eine Einsicht vorweggenommen, die sich erst in den letzten Jahren allgemein verbreitet hat.
In diesem Zusammenhang ist schließlich auch Birkners Neubesinnung auf den Begriff der Erfahrung zu nennen, den er der zeitgenössischen Konjunktur des religiös überholten und theologisch unscharfen Ausdrucks „Eschatologie“ als Grundbestimmung der theologischen Aufgabe entgegengestellt hat. Wird dagegen die „Beschreibung und Auslegung des als geschichtliche Erfahrung verstandenen christlichen Glaubens“ zur theologischen Grundaufgabe, so ist damit zugleich die Überlegenheit einer dem neuzeitlichen Denken verpflichteten Theologie gegenüber antimodernistischen theologischen und religiösen Modeströmungen des zwanzigsten Jahrhunderts dokumentiert.

### Kirchliche Aufgaben
Neben der wissenschaftlichen Tätigkeit übernahm Birkner vielfältige kirchliche Aufgaben. An der Vereinigung mehrerer norddeutscher Landeskirchen zur Nordelbischen Evangelisch-Lutherischen Kirche zum 1. Januar 1977 war er aktiv beteiligt. Von 1970 bis 1976 gehörte er der Verfassunggebenden Synode der Nordelbischen Kirche und von 1972 bis 1976 als Landeskirchenrat der Kirchenleitung der Evangelisch-Lutherischen Landeskirche Schleswig-Holsteins an. Von 1977 bis 1981 war Birkner Vorsitzender der Gemischten Kommission zur Reform des Theologiestudiums und von 1981 bis 1983 Vorsitzender des Evangelisch-theologischen Fakultätentages.

## Bibliographie
- Arnulf von Scheliha: Bibliographie der Schriften Hans-Joachim Birkners (1959–1991). in: Hans-Joachim Birkner: Schleiermacher-Studien. Eingeleitet und herausgegeben von Hermann Fischer (Schleiermacher-Archiv. Band 16), Berlin, New York 1996, S. 399–414. Hierin findet sich erstmals eine vollständige Zusammenstellung der zahlreichen Rundfunkbeiträge Birkners aus den Jahren 1964 bis 1980 für den Deutschlandfunk, S. 408–413.[11]

## Veröffentlichungen (Auswahl)
- Schleiermacher-Literatur. In: Verkündigung und Forschung. Theologischer Jahresbericht 1958/1959, München 1960/1962, S. 150–157.
- Spekulation und Heilsgeschichte. Die Geschichtsauffassung Richard Rothes (= Forschungen zur Geschichte und Lehre des Protestantismus. Zehnte Reihe. Band 17). München 1959.
- Natürliche Theologie und Offenbarungstheologie. Ein theologiegeschichtlicher Überblick. In: Neue Zeitschrift für systematische Theologie und Religionsphilosophie 3 (1961), S. 279–295.
- Beobachtungen zu Schleiermachers Programm der Dogmatik. In: Neue Zeitschrift für systematische Theologie und Religionsphilosophie 5 (1963), S. 119–131.
- Eschatologie und Erfahrung. In: Wahrheit und Glaube. Festschrift für Emanuel Hirsch zu seinem 75. Geburtstag. Herausgegeben von Hayo Gerdes, Itzehoe 1963, S. 31–41.
- Schleiermachers Christliche Sittenlehre im Zusammenhang seines philosophisch-theologischen Systems (= Theologische Bibliothek Töpelmann. Band 8). Berlin 1964.
- Das konfessionelle Problem in der evangelischen Theologie des 19. Jahrhunderts. Drei Beiträge von Hans-Joachim Birkner, Heinz Liebing und Klaus Scholder (= Sammlung gemeinverständlicher Vorträge und Schriften aus dem Gebiet der Theologie und Religionsgeschichte. Band 245). Tübingen 1966; darin: Deutung und Kritik des Katholizismus bei Schleiermacher und Hegel. S. 7–20.
- Gerechtigkeit. In: Evangelisches Staatslexikon. Herausgegeben von Hermann Kunst und Siegfried Grundmann, Stuttgart, Berlin 1966, Sp. 620–625;
- Richard Rothe: Unbefangenes Christentum: Deutsche Repräsentanten und Interpreten des Protestantismus. Eine Sendereihe des Deutschlandfunks. Herausgegeben von Wilhelm Schmidt, München 1968, S. 101–112.
- als Hrsg. mit Dietrich Rößler: Beiträge zur Theorie des neuzeitlichen Christentums. Berlin 1968; darin: Über den Begriff des Neuprotestantismus. S. 1–15.
- Philosophie et Theologie chez Schleiermacher. In: Archives de Philosophie 32 (1969), S. 179–205.
- Beobachtungen und Erwägungen zum Religionsbegriff in der neueren protestantischen Theologie. In: Fides et Communicatio. Festschrift für Martin Doerne zum 70. Geburtstag. Herausgegeben von Dietrich Rößler, Gottfried Voigt, Friedrich Wintzer, Göttingen 1970, S. 9–20.
- Religiöser Sozialismus. In: Gesellschaftliche Herausforderung des Christentums: Vom Kulturprotestantismus zur Theologie der Revolution. Herausgegeben von Wilhelm Schmidt, München 1970, S. 29–38.
- Protestantismus im Wandel. Aspekte, Deutungen, Aussichten. München 1971.
- Max Horkheimer: Die Religion der Religionskritik. Herausgegeben von Wilhelm Schmidt, München 1972, S. 80–89.
- Theologische Fakultäten abschaffen? Zur Diskussion um Kirche, Staat und Wissenschaft. In: Kirche der Heimat. Nordelbische Kirchenzeitung in Schleswig-Holstein, Hamburg und Nordschleswig 49 (1973). Nr. 4 vom 2. Februar 1973, 1;
- Theologie und Philosophie. Einführung in Probleme der Schleiermacher-Interpretation (= Theologische Existenz heute. Band 178). München 1974.
- „Liberale Theologie“. In: Kirchen und Liberalismus im 19. Jahrhundert. Herausgegeben von Martin Schmidt und Georg Schwaiger (Studien zur Theologie und Geistesgeschichte des Neunzehnten Jahrhunderts. Band 19), Göttingen 1976, S. 33–42 [zuerst 1974 erschienen];
- Das Verhältnis von Dogmatik und Ethik. In: Handbuch zur christlichen Ethik. Herausgegeben von Anselm Hertz, Wilhelm Korff, Trutz Rendtorff und Hermann Ringeling. Band I, Freiburg im Breisgau, Basel, Wien, Gütersloh 1978, S. 281–296.
- Friedrich Schleiermacher (1768–1834): Theologen des Protestantismus im 19. und 20. Jahrhundert. Herausgegeben von Martin Greschat. Band 1 (Urban-Taschenbücher. Band 284), Stuttgart, Berlin, Köln, Mainz 1978, S. 9–21.
- Kulturprotestantismus und Zweireichelehre. In: Gottes Wirken in seiner Welt. Zur Diskussion um die Zweireichelehre. Herausgegeben von Niels Hasselmann. Band 1: Dokumentation einer Konsultation (Zur Sache – Kirchliche Aspekte. Band 19), Hamburg 1980, S. 81–92.
- Christian Wolff: Gestalten der Kirchengeschichte. Herausgegeben von Martin Greschat. Band 8: Die Aufklärung, Stuttgart, Berlin, Köln, Mainz 1983, S. 187–198.
- Schleiermacher als philosophischer Lehrer. In: Der Beitrag ostdeutscher Philosophen zur abendländischen Philosophie. Herausgegeben von Berthold Kaiser, Bernhard Stasiewski (Studien zum Deutschtum im Osten. Band 16), Köln, Wien 1983, S. 41–54.
- Der Beitrag Emanuel Hirschs zur Debatte über das kirchliche Bekenntnis. In: Die Lutherischen Kirchen und die Bekenntnissynode von Barmen. Referate des Internationalen Symposiums auf der Reisenburg 1984. Herausgegeben von Wolf-Dieter Hauschild, Georg Kretschmar und Carsten Nicolaisen, Göttingen 1984, S. 224–234.
- Rezension zu: Friedrich Daniel Ernst Schleiermacher: Theologische Schriften. Herausgegeben und eingeleitet von Kurt Nowak, Berlin 1983, in: Theologische Literaturzeitung 109 (1984), Sp. 747–748;
- Friedrich Schleiermacher: Gestalten der Kirchengeschichte. Herausgegeben von Martin Greschat. Band 9,1: Die neueste Zeit I, Stuttgart, Berlin, Köln, Mainz 1985, S. 87–115.
- Richard Adelbert Lipsius: Neue Deutsche Biographie. Herausgegeben von der Historischen Kommission bei der Bayerischen Akademie der Wissenschaften. Band 14, Berlin 1985, 676;
- gemeinsam mit Heinz Kimmerle, Giovanni Moretto: Schleiermacher Filosofo. (Memorie dell' Istituto Italiano per gli studi Filosofici. Band 14), Neapel 1985;
- Schleiermachers „Kurze Darstellung“ als theologisches Reformprogramm. In: Schleiermacher in besonderem Hinblick auf seine Wirkungsgeschichte in Dänemark. Vorträge des Kolloquiums am 19. und 20. November 1984. Herausgegeben von Helge Hultberg, Karsten Friis Johansen, Theodor Jörgensen und Friedrich Schmöe (Kopenhagener Kolloquien zur Deutschen Literatur. Band 13), Kopenhagen, München 1986, S. 59–81.
- Emanuel Hirsch: Theologische Realenzyklopädie. Band XV, Berlin, New York 1986, S. 390–394.
- Schleiermacher e la Modernità (gemeinsam mit Michel Despland, Roberto Osculati, Sergio Sorrentino, Fulvio Tessitore, Giovanni Moretto) (Collana della Facoltà Valdese di teologia. Band 15), Turin 1986;
- Rezension zu: Friedrich Daniel Ernst Schleiermacher: Philosophische Schriften. Herausgegeben und eingeleitet von Jan Rachold, Berlin 1984, in: Theologische Literaturzeitung 111 (1986), Sp. 51–53;
- Glaubenslehre und Modernitätserfahrung. Ernst Troeltsch als Dogmatiker. In: Umstrittene Moderne: Die Zukunft der Neuzeit im Urteil der Epoche Ernst Troeltschs (Troeltsch-Studien. Band 4). Herausgegeben von Friedrich Wilhelm Graf und Horst Renz, Gütersloh 1987, S. 325–337.
- Die Kritische Schleiermacher-Ausgabe zusammen mit ihren Vorläufern vorgestellt. In: New Athenaeum/Neues Athenäum 1 (1989), S. 12–49.
- Universität Kiel: Theologische Realenzyklopädie. Band XVIII, Berlin, New York 1989, S. 134–138.
- Die Schleiermacher-Gesamtausgabe: Ein Editionsunternehmen der Schleiermacher-Forschungsstellen Berlin und Kiel. In: Jahrbuch der historischen Forschung 1990, München 1991, S. 21–24.
- Ernst Troeltschs Marginalien zu Schleiermachers „Kurze Darstellung“. In: Mitteilungen der Ernst-Troeltsch-Gesellschaft 6 (1991), S. 8–12.
- Schleiermacher-Studien. Eingeleitet und herausgegeben von Hermann Fischer. Mit einer Bibliographie der Schriften Hans-Joachim Birkners von Arnulf von Scheliha (Schleiermacher-Archiv. Band 16), Berlin, New York 1996.